# میتره اسپورتس
میتره اسپورتس (انگلیسی: Mitre Sports) شرکت تجهیزات ورزشی بریتانیایی است، که در سال ۱۸۱۷ تأسیس شد و هم‌اکنون زیرمجموعه‌ای از گروه پنتلند می‌باشد.